# ショーン・アンダーソン (野球)
ショーン・アンダーソン（Shaun Anderson, 1994年10月29日 - ）は、アメリカ合衆国フロリダ州コーラルスプリングス出身のプロ野球選手（投手）。右投右打。MLBのロサンゼルス・エンゼルス傘下所属。

## 経歴

### プロ入り前

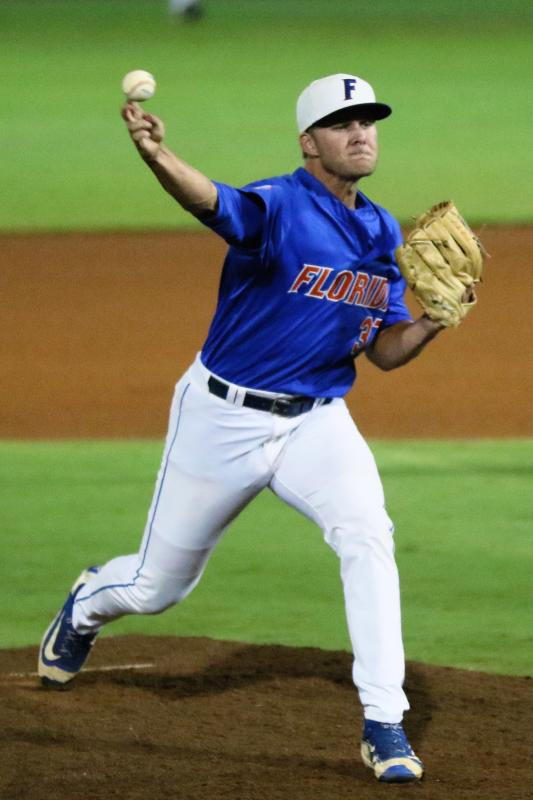
フロリダ大学時代
（2016年6月13日）

2013年のMLBドラフト40巡目（全体1216位）でワシントン・ナショナルズから指名されたが、この時は契約せずにフロリダ大学へ進学した。大学時代はピート・アロンソとチームメイトだった。

### プロ入りとレッドソックス傘下時代
2016年のMLBドラフト3巡目（全体88位）でボストン・レッドソックスから指名され、プロ入り。契約後、傘下のA-級ローウェル・スピナーズでプロデビュー。2試合に先発登板して防御率30.38、4奪三振を記録した。
2017年はA級グリーンビル・ドライブとA+級セイラム・レッドソックスでプレーした。

### ジャイアンツ時代
2017年7月26日にエドゥアルド・ヌニェスとのトレードで、グレゴリー・サントスと共にサンフランシスコ・ジャイアンツへ移籍した。移籍後は傘下のA+級サンノゼ・ジャイアンツでプレーし、移籍前を含めた3球団合計で24試合（先発23試合）に登板して9勝6敗、防御率3.44、107奪三振を記録した。
2018年はAA級リッチモンド・フライングスクウォーレルズとAAA級サクラメント・リバーキャッツでプレーし、2球団合計で25試合（先発24試合）に登板して8勝7敗、防御率3.69、127奪三振を記録した。また、7月にはオールスター・フューチャーズゲームのアメリカ合衆国選抜に選出された。
2019年は開幕をAAA級サクラメントで迎え、5月15日にメジャー契約を結んでアクティブ・ロースター入りした。同日のトロント・ブルージェイズ戦にて先発でメジャーデビュー（5回3失点で勝敗付かず）。この年メジャーでは28試合（先発16試合）に登板して3勝5敗2セーブ、防御率5.44、70奪三振を記録した。

### ツインズ時代
2021年2月4日にラマン・ウェイド・ジュニアとのトレードで、ミネソタ・ツインズへ移籍した。

### レンジャーズ傘下時代
2021年6月18日にウェイバー公示を経てテキサス・レンジャーズへ移籍した。移籍後は傘下のAAA級ラウンドロック・エクスプレスでプレーしていたが、6月29日にDFAとなった。

### オリオールズ時代
2021年7月3日にウェイバー公示を経てボルチモア・オリオールズへ移籍した。移籍後は傘下のAAA級ノーフォーク・タイズへ配属された後、7月8日にメジャー昇格した。8月4日にDFAとなった。

### パドレス時代
2021年8月9日にウェイバー公示を経てサンディエゴ・パドレスへ移籍した。

### ブルージェイズ時代
2021年11月19日にウェイバー公示を経てトロント・ブルージェイズへ移籍した。11月30日にマイナー契約で傘下のAAA級バッファロー・バイソンズへ配属された。
2022年は開幕をAAA級バッファローで迎えた。6月27日にメジャー契約を結んでアクティブ・ロースター入りし、同日のレッドソックス戦で移籍後初登板を果たした。7月6日にDFAとなり、9日にマイナー契約でAAA級バッファローへ配属された。

### 韓国・起亜時代
2023年より韓国・起亜タイガースと契約したが、同年7月6日、ウェーバー公示され、7月13日、自由契約選手となった。

### フィリーズ傘下時代
2023年7月20日、フィラデルフィア・フィリーズとマイナー契約を結び11試合に登板したが、同年11月6日にDFAとなった。

### メキシカンリーグ時代とレンジャーズ時代
2024年は、まず4月11日にメキシカンリーグのタバスコ・オルメクスと契約したが、1週間も経たない17日に自由契約となった。翌18日に今度はかつて在籍したレンジャーズとマイナー契約を結び、同日中にコリン・ワイルズと共にAAA級ラウンドロックに配属された。5月15日にマックス・シャーザーの故障者リスト入りに伴い、メジャー昇格。しかし、2試合に登板しただけで同月26日にヘルソン・ガラビトの昇格に伴ってDFAとなった。

### マーリンズ時代
2024年5月30日に金銭トレードで、マイアミ・マーリンズへ移籍した。移籍後はAAA級ジャクソンビル・ジャンボシュリンプに配属され、6月14日にバーチ・スミスと入れ替わってメジャーに昇格した。翌15日にケント・エマニュエルの昇格に伴ってAAA級ジャクソンビルに降格したが、22日にヘスス・ルサルドの故障者リスト入りに伴ってメジャー再昇格を果たした。同年は、これを皮切りに昇格と降格を交互に繰り返した。オフの11月4日にクリスチャン・ロアを獲得したことに伴い、FAとなった。この年メジャーでは2チーム合計6試合の登板に留まり、防御率8.27、10奪三振という成績だった。

### エンゼルス時代
2025年2月12日にロサンゼルス・エンゼルスとマイナー契約を結び、同年のスプリングトレーニングには招待選手として参加し、翌13日にAAA級ソルトレイク・ビーズに配属された。開幕はマイナーで迎えたが5月9日にメジャー契約を結び昇格し、同日のボルチモア・オリオールズ戦に登板した。5試合に登板し、1勝1ホールド、10回を投げ失点・自責点7、防御率6.30と振るわず、5月24日にケイデン・デイナの昇格に伴い、DFAとなり、4日後にマイナー契約でAAA級ソルトレイクに配属された。6月9日に再びメジャー契約を結んで昇格したが、同日の試合に登板したのみで4日後にクリスチャン・ムーアのメジャー昇格に伴って、DFAとなった。6月14日に自由契約となった。6月17日に再びエンゼルスとマイナー契約を結びAAA級ソルトレイクに配属された。8月11日にメジャー契約を結びアクティブ・ロースター入りした。同日のロサンゼルス・ドジャース戦に登板したが2⁄3回を投げ被安打4、自責点4で降板し、翌12日にDFAとなった。8月14日にFAとなったが、翌15日にマイナー契約を結び、AAA級ソルトレイクに配属された。

## 投球スタイル
高回転のフォーシームが武器である。

## 詳細情報

### 年度別投手成績
| 年 度    | 球 団    | 登 板 | 先 発 | 完 投 | 完 封 | 無 四 球 | 勝 利 | 敗 戦 | セ 丨 ブ | ホ 丨 ル ド | 勝 率 | 打 者 | 投 球 回 | 被 安 打 | 被 本 塁 打 | 与 四 球 | 敬 遠 | 与 死 球 | 奪 三 振 | 暴 投 | ボ 丨 ク | 失 点 | 自 責 点 | 防 御 率 | W H I P |
| -------- | -------- | ----- | ----- | ----- | ----- | -------- | ----- | ----- | -------- | ----------- | ----- | ----- | -------- | -------- | ----------- | -------- | ----- | -------- | -------- | ----- | -------- | ----- | -------- | -------- | ------- |
| 2019     | SF       | 28    | 16    | 0     | 0     | 0        | 3     | 5     | 2        | 1           | .375  | 427   | 96.0     | 111      | 13          | 38       | 3     | 2        | 70       | 6     | 0        | 61    | 58       | 5.44     | 1.55    |
| 2020     | SF       | 18    | 0     | 0     | 0     | 0        | 0     | 0     | 0        | 2           | ----  | 67    | 15.1     | 10       | 3           | 12       | 0     | 0        | 18       | 2     | 0        | 6     | 6        | 3.52     | 1.43    |
| 2021     | MIN      | 4     | 0     | 0     | 0     | 0        | 0     | 0     | 0        | 0           | ----  | 47    | 8.2      | 13       | 1           | 5        | 0     | 1        | 8        | 0     | 0        | 12    | 9        | 9.35     | 2.08    |
| 2021     | BAL      | 7     | 0     | 0     | 0     | 0        | 0     | 0     | 0        | 0           | ----  | 55    | 10.0     | 17       | 3           | 5        | 0     | 1        | 7        | 3     | 0        | 15    | 10       | 9.00     | 2.20    |
| 2021     | SD       | 5     | 0     | 0     | 0     | 0        | 0     | 0     | 0        | 0           | ----  | 22    | 4.2      | 6        | 0           | 2        | 1     | 0        | 4        | 0     | 0        | 3     | 3        | 5.79     | 1.71    |
| '21計    | SD       | 16    | 0     | 0     | 0     | 0        | 0     | 0     | 0        | 0           | ----  | 124   | 23.1     | 36       | 4           | 12       | 1     | 2        | 19       | 3     | 0        | 30    | 22       | 8.49     | 2.06    |
| 2022     | TOR      | 1     | 0     | 0     | 0     | 0        | 0     | 0     | 0        | 0           | ----  | 7     | 1.0      | 4        | 0           | 0        | 0     | 0        | 0        | 6     | 0        | 2     | 2        | 18.00    | 4.00    |
| 2023     | 起亜     | 14    | 14    | 0     | 0     | 0        | 4     | 7     | 0        | 0           | .364  | 336   | 79.0     | 76       | 6           | 26       | 0     | 2        | 64       | 10    | 0        | 42    | 33       | 3.76     | 1.29    |
| 2024     | TEX      | 2     | 0     | 0     | 0     | 0        | 0     | 0     | 0        | 0           | ----  | 17    | 3.1      | 6        | 0           | 1        | 0     | 0        | 3        | 0     | 0        | 2     | 2        | 5.40     | 2.10    |
| 2024     | MIA      | 4     | 2     | 0     | 0     | 0        | 0     | 2     | 0        | 0           | .000  | 68    | 13.0     | 28       | 3           | 0        | 0     | 1        | 7        | 2     | 0        | 17    | 13       | 9.00     | 2.15    |
| '24計    | MIA      | 6     | 2     | 0     | 0     | 0        | 0     | 2     | 0        | 0           | .000  | 85    | 16.1     | 34       | 3           | 1        | 0     | 1        | 10       | 2     | 0        | 19    | 15       | 8.27     | 2.14    |
| MLB：5年 | MLB：5年 | 69    | 18    | 0     | 0     | 0        | 3     | 7     | 2        | 3           | .300  | 710   | 152.0    | 195      | 23          | 63       | 4     | 5        | 117      | 13    | 0        | 118   | 103      | 6.10     | 1.70    |
| KBO：1年 | KBO：1年 | 14    | 14    | 0     | 0     | 0        | 4     | 7     | 0        | 0           | .364  | 336   | 79.0     | 76       | 6           | 26       | 0     | 2        | 64       | 10    | 0        | 42    | 33       | 3.76     | 1.29    |

- 2024年度シーズン終了時

### 年度別守備成績
| 年 度 | 球 団 | 投手（P） | 投手（P） | 投手（P） | 投手（P） | 投手（P） | 投手（P） |
| 年 度 | 球 団 | 試 合     | 刺 殺     | 補 殺     | 失 策     | 併 殺     | 守 備 率  |
| ----- | ----- | --------- | --------- | --------- | --------- | --------- | --------- |
| 2019  | SF    | 28        | 10        | 14        | 2         | 2         | .923      |
| 2020  | SF    | 18        | 1         | 2         | 0         | 0         | 1.000     |
| 2021  | MIN   | 4         | 1         | 0         | 0         | 0         | 1.000     |
| 2021  | BAL   | 7         | 0         | 1         | 0         | 0         | 1.000     |
| 2021  | SD    | 5         | 0         | 1         | 0         | 0         | 1.000     |
| '21計 | SD    | 16        | 1         | 2         | 0         | 0         | 1.000     |
| MLB   | MLB   | 62        | 12        | 18        | 2         | 2         | .938      |

- 2021年度シーズン終了時

### 記録
MiLB
- オールスター・フューチャーズゲーム選出：1回（2018年）

### 背番号
- 64（2019年 - 2020年、2021年8月25日 - 2023年7月6日、2025年5月9日 - 同年6月9日）
- 41（2021年 - 同年6月17日）
- 81（2021年7月9日 - 同年8月3日）
- 52（2024年 - 同年途中）
- 48（2024年途中 - 同年終了）